# Holothrips schaubergeri
Holothrips schaubergeri är en insektsart som först beskrevs av Hermann Priesner 1920.  Holothrips schaubergeri ingår i släktet Holothrips och familjen rörtripsar. Inga underarter finns listade i Catalogue of Life.